# Ermita de San Cristóbal (San Mateo)
La Ermita de San Cristóbal se sitúa en una población de la provincia de Castellón llamada San Mateo. Se encuentra en la cima de una colina, a 495 metros de altura y a unos 3,5 kilómetros al sudoeste la población. Al lado tiene el ermitorio de Nuestra Señora de los Ángeles, por donde empieza el trayecto para acceder a la ermita. Seguidamente se debe transitar por el Camino de San Cristóbal, al cual se puede llegar tanto en vehículo como a pie. Llegados al final de este se encuentra la ermita.

## Resumen histórico
El origen se remonta a finales del siglo XIV y principios del XV. Las primeras referencias encontradas se sitúan en el año 1432, donde se muestra que un ermitaño cuidaba de ella y la mantenía a cambio de pedir limosna los domingos y festivos. Así pues, se trata del monumento más antiguo del municipio. Por otro lado también es conocida por la presencia del penitente San Alonso Rodríguez, jesuita segoviano, en ella.
En estos siglos, cuando, según la leyenda, San Vicente Ferrer fue a visitar el municipio de San Mateo, fue encarcelado un ermitaño en las mazmorras de esta ermita. Este fue considerado el demonio porque consiguió desaparecer de su celda a pesar de todos cerrojos que había.
Después del paso de estos ermitaños por la ermita, se abandonó hasta llegar a verse en un estado de completa ruina. Esto fue hasta el siglo XX, cuando se restauró para poder recuperar su culto y su romería, concretamente en el año 1994. En la actualidad sigue en perfecto estado.

## Descripción arquitectónica
Se trata de un templo edificado sobre una plataforma cerrada por un muro, formando así una pequeña plaza entre ambos. Está construido en mampostería reforzada con sillares en las esquinas. La cubierta es de tejas de doble vertiente que llegan hasta la casa del ermitaño, adosada al costado derecho de esta. La cabecera tiene forma cuadrada y se encuentra llena de contrafuertes a distinta altura. La puerta es de madera y se sitúa bajo el arco de medio punto formado por toscas dovelas irregulares. A la izquierda hay una ventana con rejas y con una mirilla. Finalmente encontramos un hastial, rústica espadaña triangular con una campana pequeña colgando.
La planta mide 12 metros de longitud por 5 metros de anchura. Solo contiene una nave separada por un arco apuntado del presbiterio y está cubierta por una bóveda gótica. Detrás del altar se aprecia un lienzo que representa a San Cristóbal.

## Fiestas y tradiciones
El 9 de julio por la tarde se empezaba por hacer una hoguera en la puerta de la iglesia, la cual duraba hasta la noche, con el objetivo de anunciar que la fiesta se acercaba. El 10 de julio, el día oficial, se realizaba siempre una romería y actos religiosos y populares en honor a San Cristóbal, aunque esto se olvidó durante unas décadas. En el siglo XX se recuperó y actualmente sigue llevándose a cabo la romería donde los camioneros y transportistas principalmente van a bendecir los banderines que adornan sus vehículos.

## Galería de imágenes

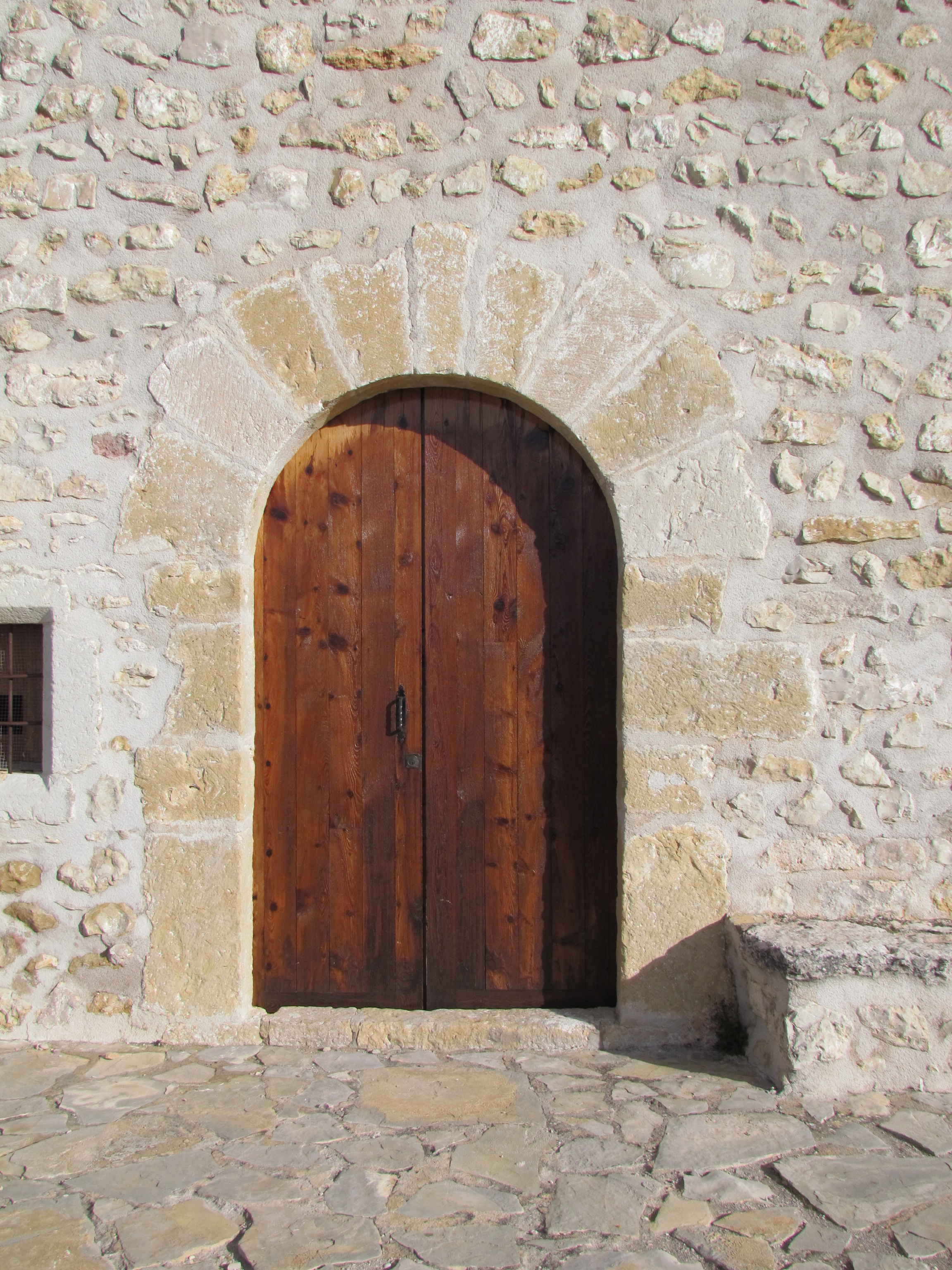
Portada de la ermita de San Cristóbal

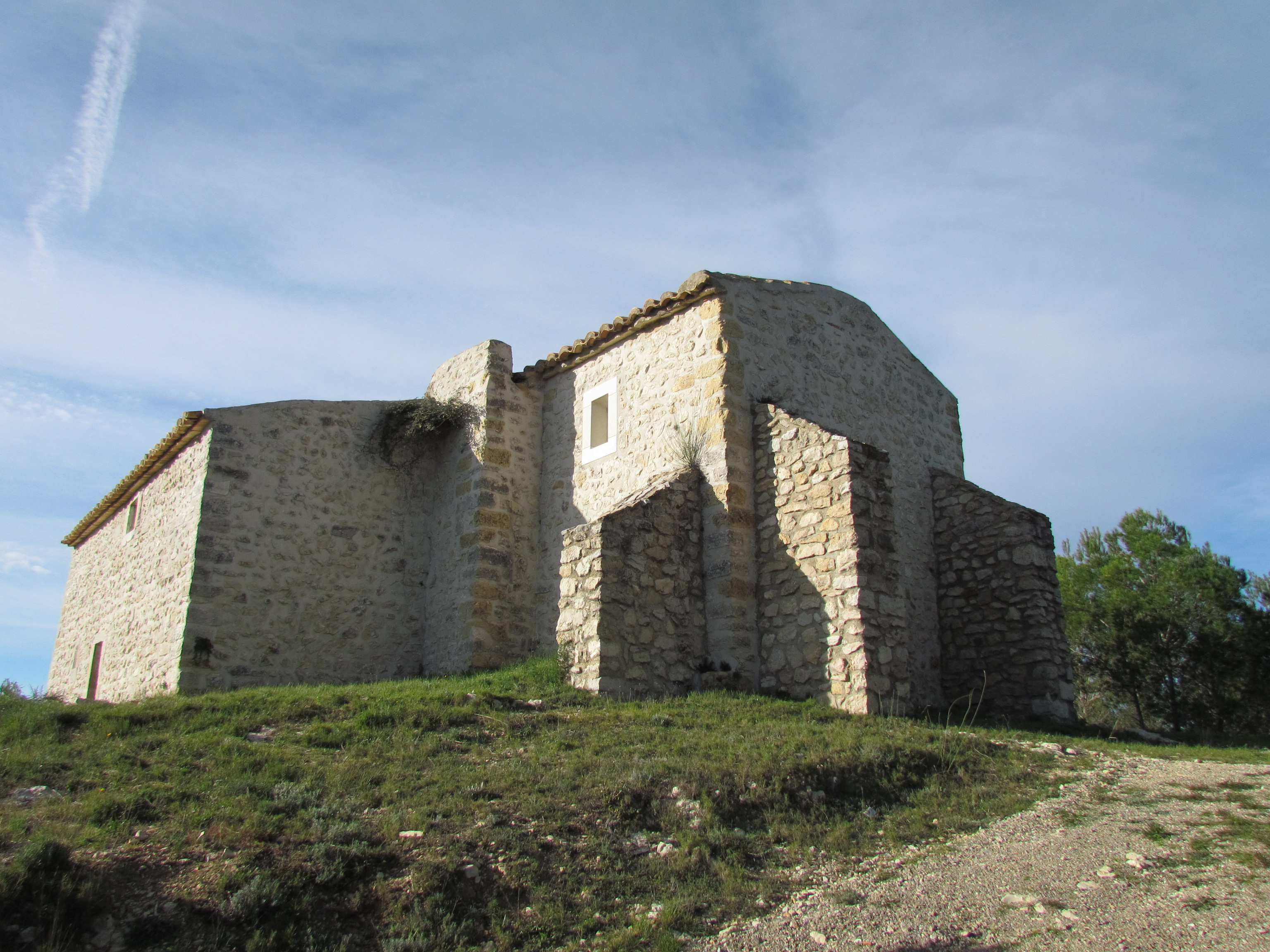
Casa del ermitaño